# 小行星2670
小行星2670（2670 Chuvashia）是一颗绕太阳运转的小行星，为主小行星带小行星。该小行星于1977年8月14日发现。
該小行星以俄羅斯的聯邦主體楚瓦什共和國命名。

## 轨道参数
小行星2670的轨道半长轴为3.1695539 AU，离心率为0.077。